# Septvaux
Septvaux és un municipi francès situat al departament de l'Aisne i a la regió dels Alts de França. L'any 2007 tenia 204 habitants.

## Demografia

### Població
El 2007 la població de fet de Septvaux era de 204 persones. Hi havia 76 famílies de les quals 16 eren unipersonals (8 homes vivint sols i 8 dones vivint soles), 24 parelles sense fills, 28 parelles amb fills i 8 famílies monoparentals amb fills.
La població ha evolucionat segons el següent gràfic:
Habitants censats

### Habitatges
El 2007 hi havia 81 habitatges, 75 eren l'habitatge principal de la família, 2 eren segones residències i 4 estaven desocupats. 79 eren cases i 1 era un apartament. Dels 75 habitatges principals, 56 estaven ocupats pels seus propietaris, 14 estaven llogats i ocupats pels llogaters i 5 estaven cedits a títol gratuït; 5 tenien dues cambres, 11 en tenien tres, 17 en tenien quatre i 42 en tenien cinc o més. 22 habitatges disposaven pel capbaix d'una plaça de pàrquing. A 30 habitatges hi havia un automòbil i a 39 n'hi havia dos o més.

### Piràmide de població
La piràmide de població per edats i sexe el 2009 era:
| Homes | Edats   | Dones |
| ----- | ------- | ----- |
| 0     | 95 o +  | 0     |
| 0     | 90 a 94 | 0     |
| 0     | 85 a 89 | 0     |
| 0     | 80 a 84 | 0     |
| 4     | 75 a 79 | 4     |
| 12    | 70 a 74 | 8     |
| 0     | 65 a 69 | 0     |
| 4     | 60 a 64 | 4     |
| 8     | 55 a 59 | 0     |
| 8     | 50 a 54 | 4     |
| 8     | 45 a 49 | 16    |
| 8     | 40 a 44 | 8     |
| 8     | 35 a 39 | 8     |
| 12    | 30 a 34 | 8     |
| 4     | 25 a 29 | 0     |
| 4     | 20 a 24 | 4     |
| 4     | 15 a 19 | 4     |
| 24    | 10 a 14 | 4     |
| 4     | 5 a 9   | 4     |
| 0     | 0 a 4   | 0     |

## Economia
El 2007 la població en edat de treballar era de 139 persones, 99 eren actives i 40 eren inactives. De les 99 persones actives 82 estaven ocupades (58 homes i 24 dones) i 17 estaven aturades (6 homes i 11 dones). De les 40 persones inactives 10 estaven jubilades, 13 estaven estudiant i 17 estaven classificades com a «altres inactius».

### Ingressos
El 2009 a Septvaux hi havia 73 unitats fiscals que integraven 194 persones, la mediana anual d'ingressos fiscals per persona era de 16.816 €.

### Activitats econòmiques
Dels 6 establiments que hi havia el 2007, 1 era d'una empresa de construcció, 1 d'una empresa de comerç i reparació d'automòbils, 3 d'empreses d'hostatgeria i restauració i 1 d'una empresa immobiliària.
Dels 4 establiments de servei als particulars que hi havia el 2009, 1 era un paleta i 3 restaurants.

## Poblacions més properes
El següent diagrama mostra les poblacions més properes.